# Рок Ли
Рок Ли — персонаж манги и аниме «Наруто», созданной Масаси Кисимото. Кисимото считает Ли своим любимым рисованным персонажем и первоначально придумал Ли как символ человеческих слабостей. В аниме и манге Ли — ниндзя из деревни Конохагакурэ, он является членом команды Гая, которая состоит из него, Нэдзи Хюги, Тэн-Тэн и Майт Гая — лидера команды. Не умея использовать большинство приёмов ниндзя, Ли использует исключительно тайдзюцу, методы ниндзя, похожие на боевые искусства. Ли мечтает стать «великолепным ниндзя», несмотря на свою неумелость. Ли появлялся в различных произведения франшизы «Наруто», в том числе в третьем и четвёртом полнометражных мультфильмах по серии, третьей OVA, а также в нескольких видеоиграх.
Многочисленные издания по аниме и манге так или иначе рассматривали персонажа Ли. Его сравнивали с Брюсом Ли, Anime News Network называла Ли «наиболее глупо выглядящим персонажем» в серии. Среди читательской базы Наруто Ли был популярен, занимая высокие позиции в нескольких опросах по популярности персонажей. На основе его образа были выпущены многочисленные сопутствующие товары, в том числе фигурки и плюшевые куклы.

## Создание и концепция
В интервью в журналу Shonen Jump о Naruto Anime Profiles Episodes 1-37 Масаси Кисимото утверждал, что он наслаждается рисованием Ли больше, чем рисованием любого другого персонажа в серии. При планировании появления Ли Кисимото намеревался сделать его владеющим разнообразными видами оружия, включая нунчаки. Однако из-за нехватки времени, создавая серию, он был не в состоянии сделать это. Кисимото отметил, что он первоначально разработал образ Ли как символ человеческих слабостей; образ Кисимото для персонажа Сакуры Харуно был задуман с тем же символизмом. Из-за популярности Ли, которую он получил по ходу развития серии, Кисимото, как правило, помещал его на первый план в рекламных обложках тех произведений, в которых он появляется.

## Появления

### В «Наруто»
Рок Ли — ниндзя из Конохагакурэ в составе команды Гая, «ячейке» ниндзя из четырёх человек во главе с Майт Гаем. Видя стремление Ли стать сильнее, несмотря на его неспособность овладеть основными приёмами ниндзя, Гай проявляет личный интерес к нему, решив помочь ему достичь своей мечты стать мощным ниндзя, используя только техники тайдзюцу, первоначально являющегося исключительно рукопашным боем. Эта связь с Гаем побуждает Ли перенять многие из черт командира. Ли считает, что может превзойти природные таланты других людей благодаря упорному труду и страсти; в течение всего сериала он пытается превзойти Нэдзи Хюгу, который считается «гением». Ли впервые появляется в серии в качестве участника на экзаменах на звание тюнина, проводящихся дважды в год экзаменах для ниндзя, желающих повысить свой ранг. На экзамене Ли сражается с Гаарой, ниндзя из деревни Сунагакурэ. В поединке Ли использует восемь ворот чакры, снятие ограничения на способность организма использовать чакру, увеличивающее его природные способности за счёт своего здоровья. Несмотря на это Гаара калечит Ли, раздробив его левую руку и ногу, ранив Ли так, что тот вынужден отказаться от того, чтобы стать ниндзя.
Когда Цунадэ, ниндзя-медик Конохагакурэ, возвращается возглавить деревню в качестве пятого Хокагэ, она соглашается прооперировать его. Несмотря на пятидесятипроцентный шанс неудачи, Гай призывает Ли согласиться на операцию. В конечном счёте Ли проводят операцию, которая заканчивается успешно и исцеляет его руку и ногу. Сразу после операции Ли идёт вслед за командой ниндзя во главе с Сикамару Нарой, которая пытается остановить Саскэ от побега из Конохагакурэ в деревню Отогакурэ. Ли сражается с ниндзя из Отогакурэ по имени Кимимаро, используя «пьяный кулак», боевой стиль, позволяющий парню наносить непредсказуемые удары под воздействием алкоголя. За секунду до его поражения в бой вмешивается Гаара, продолжая битву.
Во 2-й части Ли получает звание Тюнина и вместе со своей командой отправляется спасать Гаару после его похищения преступной организацией «Акацуки». Во время событий Четвёртой мировой войны синоби Ли назначен в третий дивизион. Ли участвует в борьбе с реанимированной армией Кабуто Якуси и позже помогает Наруто в борьбе с Обито Утихой и Мадарой Утихой.

### Появления в других произведениях
Ли несколько раз появлялся вне аниме-сериала и манги «Наруто». В третьем полнометражном мультфильме из цикла,  Naruto the Movie 3: The Animal Riot of Crescent Moon Island, Ли выступает в качестве члена команды 7 в течение всего действия аниме. В четвёртом фильме, который сюжетно относится ко 2-й части манги, Наруто Удзумаки, Сакура Харуно, Нэдзи Хюга и Ли должны сопровождать девушку Сион, которая должна исполнить ритуал, чтобы запечатать демонические армии. Ли также появляется в третьей OVA, участвуя в турнире.
Ли является играбельным персонажем почти в каждой видеоигре по «Наруто», в том числе в сериях Clash of Ninja и Ultimate Ninja. В некоторых играх он использует вариации своих техник, которые не были представлены в аниме или манге. В Naruto Shippūden: Gekitō Ninja Taisen! EX он впервые появляется в игре в своём образе из 2-й части манги. Рок Ли также является главным героем спин-оффа манги Кэндзи Тайры, в которой продолжает своё обучение с различными комичными злоключениями. Манга впоследствии была адаптирована в аниме-сериал под названием Rock Lee no Seishun Full-Power Ninden.

## Критическое восприятие
Ли регулярно занимал высокие места в опросах по популярности персонажей серии, проводимых Shonen Jump, первоначально непрерывно оказываясь в десятке наиболее популярных и достигнув однажды пятого места. В более поздних опросах Ли потерял место в десятке. В интервью Брайан Донован, актёр, озвучивавший Рока Ли в англоязычной версии аниме, отметил, что ему нравится Ли, потому что он чувствовал, что тот пытается быть «рыцарем в сияющих доспехах, но в то же время неуклюжий и спотыкается». На основе персонажа Ли также были выпущены разнообразные сопутствующие товары, в том числе фигурки, изображающие его образы из первой и второй частей манги, плюшевые куклы и брелоки.
Ряд изданий, специализирующихся на обзорах манги, аниме, видеоигр, и другие средства массовой информации писали отзывы о персонаже Ли. Сайт IGN назвал Ли одним из их любимых персонажей сериала и сравнил его личность с Брюсом Ли и Ноэлем Галлахером. Однако IGN также отметил, что Рок Ли «выглядит жёстко» из-за его очень вежливого поведения. Active Anime отметили введение Ли в серию как комедийного персонажа как чрезвычайную меру из-за растущей напряжённости сюжета в этот момент. Anime Insider назвал его в своей пятёрке «чистых сердцем героев» из аниме и манги, поставив его в ней под номером 5. Это издание также похвалило персонажа за то, что он «никогда не [сдаётся], даже перед людьми с настоящими способностями ниндзя».
Anime News Network обозначила Ли как «звезду [сюжетной арки Chunin Exam]» и утверждала, что он «практически в одиночку спасает эту арку от превращения в занимательный, но одноразовый мусор». Его битва против Гаары на экзаменах была указана в качестве второго лучшего события в аниме по мнению AnimeCentral. Anime News Network также отметили Ли «наиболее глупо выглядящим персонажем» в серии и похвалили «ниндзя-панковый визуальный стиль» Кисимото, который позволил ему сделать Ли «чертовски крутым, когда начинается действие». На Neo Awards 2007 от Neo персонаж Рок Ли победил в номинации «Лучший аниме-персонаж». Он также получил одну из трёх «Поощрительных премий» для Наруто от Даники Дэвидсон из Wizard Entertainment, рассмотревшей в своей статье данного персонажа.